# Kara, Togo
Kara är en stad i norra Togo, belägen i regionen Kara. Folkmängden beräknades till cirka 115 000 invånare 2020, vilket gör den till landets näst största stad. Staden är belägen 413 kilometer norr om huvudstaden Lomé. Floden Kara flyter genom staden.
Togos före detta president, Gnassingbé Eyadéma kommer från staden.